# Pallamano ai Giochi della XXIII Olimpiade - Torneo femminile
Il torneo femminile di pallamano ai Giochi della XXIII Olimpiade si è svolto dal 1º al 9 agosto 1984 ed è stato ospitato dalla Titan Gymnasium dell'università statale della California a Fullerton.
La medaglia d'oro è stata vinta per la prima volta dalla Jugoslavia, che si è classificata al primo posto nel girone unico, col quale è stato organizzato il torneo. La medaglia d'argento è andata alla Corea del Sud, seconda classificata, e la medaglia di bronzo alla Cina, terza classificata.
A causa del boicottaggio dei Giochi attuato dai Paesi del blocco orientale come risposta al boicottaggio dei Giochi di Mosca 1980 di molti Paesi del blocco occidentale, tre delle migliori quattro nazionali del campionato mondiale 1982 non parteciparono al torneo olimpico, sebbene qualificate. A Jugoslavia, terza classificata al campionato mondiale, Cina e Stati Uniti si aggiunsero la Corea del Sud, la Germania Ovest e l'Austria, in sostituzione delle tre rinunciatarie.
La Jugoslavia vinse il girone a punteggio pieno, sconfiggendo tutte le altre squadre. Risultò decisiva la vittoria alla quarta giornata contro la Corea del Sud, che garantì la conquista della medaglia d'oro con un turno di anticipo. Determinante fu l'apporto di Jasna Merdan, che realizzò 48 reti in 5 gare, incluse 17 reti nella sola partita contro le padrone di casa statunitensi.

## Formato
Le sei squadre partecipanti sono state inserite in un girone unico e ciascuna squadra affronta tutte le altre, per un totale di cinque giornate. La classifica finale del girone corrisponde con la classifica finale del torneo e le medaglie sono assegnate alle prime tre.

## Squadre partecipanti
|                            | Data               | Sede     | Posti | Qualificate              |
| -------------------------- | ------------------ | -------- | ----- | ------------------------ |
| Paese organizzatore        |                    |          | 1     | Stati Uniti              |
| Campionato mondiale 1982   | 2-12 dicembre 1982 | Ungheria | 4 2   | Jugoslavia Corea del Sud |
| Torneo di qualificazione   |                    |          | 1     | Cina                     |
| Campionato mondiale B 1983 | 7-15 dicembre 1983 | Polonia  | 2     | Germania Ovest Austria   |
| Totale                     |                    |          | 6     |                          |

## Girone unico

### Classifica
| Pos.    | Squadra        | Pt | G | V | N | P | GF  | GS  | DR  |
| ------- | -------------- | -- | - | - | - | - | --- | --- | --- |
| Oro     | Jugoslavia     | 10 | 5 | 5 | 0 | 0 | 143 | 102 | +41 |
| Argento | Corea del Sud  | 7  | 5 | 3 | 1 | 1 | 125 | 119 | +6  |
| Bronzo  | Cina           | 5  | 5 | 2 | 1 | 2 | 112 | 115 | -3  |
| 4.      | Germania Ovest | 4  | 5 | 2 | 0 | 3 | 91  | 100 | -9  |
| 5.      | Stati Uniti    | 4  | 5 | 2 | 0 | 3 | 114 | 123 | -9  |
| 6.      | Austria        | 0  | 5 | 0 | 0 | 5 | 91  | 117 | -26 |

### Risultati
| Fullerton 1º agosto 1984, ore 18:30 | Corea del Sud | 23 – 22 (11-15) | Austria | Titan Gymnasium |

| Fullerton 1º agosto 1984, ore 20:00 | Jugoslavia | 20 – 19 (11-12) | Germania Ovest | Titan Gymnasium |

| Fullerton 1º agosto 1984, ore 21:30 | Stati Uniti | 25 – 22 (9-12) | Cina | Titan Gymnasium |

| Fullerton 3 agosto 1984, ore 18:30 | Jugoslavia | 30 – 15 (15-8) | Austria | Titan Gymnasium |

| Fullerton 3 agosto 1984, ore 20:00 | Cina | 20 – 19 (11-7) | Germania Ovest | Titan Gymnasium |

| Fullerton 3 agosto 1984, ore 21:30 | Corea del Sud | 29 – 27 (16-11) | Stati Uniti | Titan Gymnasium |

| Fullerton 5 agosto 1984, ore 18:30 | Germania Ovest | 18 – 17 (7-5) | Austria | Titan Gymnasium |

| Fullerton 5 agosto 1984, ore 20:00 | Corea del Sud | 24 – 24 (14-10) | Cina | Titan Gymnasium |

| Fullerton 5 agosto 1984, ore 21:30 | Jugoslavia | 33 – 20 (14-10) | Stati Uniti | Titan Gymnasium |

| Fullerton 7 agosto 1984, ore 18:30 | Cina | 21 – 16 (10-7) | Austria | Titan Gymnasium |

| Fullerton 7 agosto 1984, ore 20:00 | Jugoslavia | 29 – 23 (15-14) | Corea del Sud | Titan Gymnasium |

| Fullerton 7 agosto 1984, ore 21:30 | Germania Ovest | 18 – 17 (10-7) | Stati Uniti | Titan Gymnasium |

| Fullerton 9 agosto 1984, ore 18:30 | Stati Uniti | 25 – 21 (11-9) | Austria | Titan Gymnasium |

| Fullerton 9 agosto 1984, ore 20:00 | Corea del Sud | 26 – 17 (9-10) | Germania Ovest | Titan Gymnasium |

| Fullerton 9 agosto 1984, ore 21:30 | Jugoslavia | 31 – 25 (15-15) | Cina | Titan Gymnasium |

## Statistiche

### Classifica marcatrici
| Pos. | Nome                       | Nazionale     | Reti |
| ---- | -------------------------- | ------------- | ---- |
| 1    | Jasna Merdan               | Jugoslavia    | 48   |
| 2    | Cynthia Stinger            | Stati Uniti   | 39   |
| 3    | Yoon Byung-Soon            | Corea del Sud | 36   |
| 4    | Milena Foltýnová-Gschiessl | Austria       | 34   |
| 5    | Leora Jones                | Stati Uniti   | 32   |

## Podio
| Oro | Argento | Bronzo |
| Jugoslavia | Corea del Sud | Cina |
| Svetlana Anastasovska Alenka Cuderman Svetlana Dašić-Kitić Slavica Đukić Dragica Đurić Mirjana Đurica Emilija Erčić Ljubinka Janković Jasna Kolar-Merdan Ljiljana Mugoša Svetlana Mugoša Mirjana Ognjenović Zorica Pavićević Jasna Ptujec Biserka Višnjić | Han Hwa-soo Jeong Hyoi-soon Jeung Soon-bok Kim Choon-rye Kim Kyung-soon Kim Mi-sook Kim Ok-hwa Lee Soon-ei Lee Young-ja Shon Mi-na Sung Kyung-hwa Yoon Byung-soon Yoon Soo-kyung | Chen Zhen Gao Xiumin He Jianping Li Lan Liu Liping Liu Yumei Sun Xiulan Wang Linwei Wang Mingxing Wu Xingjiang Zhang Weihong Zhang Peijun Zhu Juefeng |